# Honsbacher Mühle
Honsbacher Mühle ist eine Wassermühle und ein Wohnplatz, der zur Stadt Lohmar im Rhein-Sieg-Kreis in Nordrhein-Westfalen gehört.

## Geographie
Honsbacher Mühle liegt im Nordosten des Stadtgebietes von Lohmar. Umliegende Ortschaften und Weiler sind Honsbach im Norden und Nordosten, Neuhonrath im Osten, Südosten und Südwesten, Schloss Auel und Windlöck im Südwesten, Birken im Westen, Honrath, Burg Honrath, Agger, Naafshäuschen und Honsbach im Nordwesten.
Der Honsbach, ein orographisch linker Nebenfluss der Agger, fließt bei der Honsbacher Mühle entlang. Die Agger selbst fließt westlich an Honsbacher Mühle entlang.
Die Mühle wurde früher von einem Abzweig des Hähnger Baches angetrieben, der auch den Stauweiher vor dem Wasserrad speiste.

## Geschichte
Das Wohnhaus der Honsbacher Mühle wird erstmals im 17. Jahrhundert urkundlich erwähnt.
Im Jahre 1885 hatte Honsbacher Mühle 17 Einwohner, die in drei Häusern lebten.
Bis 1969 gehörte Honsbacher Mühle zu der bis dahin eigenständigen Gemeinde Wahlscheid.
Anfang der 1990er Jahre wurde die Honsbacher Mühle unter Verwendung von alten Bauweisen und -materialien von den Eheleuten Gabriele und Robert Jeschke renoviert. Zu dieser Zeit war in dem Haupthaus der Mühle ein Restaurant.

## Sehenswürdigkeiten
Die denkmalgeschützte Honsbacher Mühle
Das Wasserrad der Mühle ist verloren gegangen. Die Wohnhaus der Mühle wurde 1807/08 erhaut. Seit 1985 wurde die Honsbacher Mühle als Gasthaus genutzt. Heute ist es ein Wohnhaus.
Wegekreuz
Im Jahr 1914 von den Geschwistern Kockerols, Besitzer der Honsbacher Mühle, gestiftet trägt es die Inschriften:
|                                                | Vorderseite                                                                      | Rückseite |
| Für alle ist Christus gestorben. II Cor. 5.15. | Errichtet zur Ehre Gottes Zum Andenken unserer Eltern Geschwister Kockerols 1914 |           |

## Verkehr
Honsbacher Mühle liegt an der Kreisstraße 16 in relativer Nähe zur Bundesstraße 484.